# Rezervația naturală Lucăceni
Lucăceni este o rezervație naturală silvică în raionul Rîșcani, Republica Moldova. Este amplasată în ocolul silvic Rîșcani, Lucăceni, parcela 19, subparcelele 3, 5, 11,18; parcela 20, subparcela 2. Are o suprafață de 49,6 ha. Obiectul este administrat de Gospodăria Silvică de Stat Glodeni.